# Školjić (Rab)
Školjić je otočić uz istočnu obalu Raba, kod mjesta Lopar. Od otoka Raba, točnije od malog poluotoka između plaža Ciganka i Luria, je udaljen 180 metara.
Površina otoka je 1500 m2, a visina 5 metara.